# Miklós Jósika
Dans le nom hongrois Jósika Miklós, le nom de famille précède le prénom, mais cet article utilise l’ordre habituel en français Miklós Jósika, où le prénom précède le nom.
Miklós Jósika, baron de Branyicska (branyicskai báró Jósika Miklós), né le 28 avril 1794 à Torda et mort le 27 février 1865 à Dresde, est un journaliste et un écrivain hongrois. 

## Biographie
Miklós Jósika nait en Transylvanie à Torda, alors en Hongrie au sein de l'empire d'Autriche, de Eleonóra Lázár et du baron Miklós Jósika. Il perd sa mère à l'âge de trois ans. Il est alors élevé chez sa grand-mère paternelle, Anna Bornemisza. Il étudie à partir de 1804 à l'internat de Kolozsvár sous la direction de divers éducateurs dont le colonel français Leonir Dubignon d'Armand qui eut sur lui l'impact le plus important. Il est diplômé de droit en 1811.
Il s'engage la même année comme volontaire au régiment de dragons du prince Eugène et vit alors en Saxe, en Galice (1812) puis en Italie (1813-1814). Il participe à la campagne contre les Français, notamment à la bataille du Mincio le 8 février 1814 où il est nommé premier-lieutenant. Promu capitaine en mars 1814 au sein du régiment d'infanterie Coloredo, il reste en service actif jusqu'à la défaite de Napoléon cette année-là. Il participe, après un court voyage en Transylvanie, à la campagne de France (1815) durant laquelle il se familiarise avec la vie parisienne, la littérature et l'art. Il est ensuite stationné à Vienne de 1816 à 1818. Il se fiance en 1817 à Erzsébet Kállay qu'il épouse en Hongrie l'année suivante après avoir quitté l'armée. Le mariage périclite rapidement et Jósika quitte sa femme pour déménager dans le domaine de son père à Szurdok, dans le comté de Szilágy à plus de 400 kilomètres de Budapest.
Il commence à apparaître dans la vie publique lors de la Diète de Transylvanie de 1834 où il supporte le baron Miklós Wesselényi, chef de file de l'opposition anti-Habsbourg mais sa timidité naturelle et sa modestie excessive font qu'ils ne sent pas l'âme d'un personnage public. Les historiens décrivent les points de vue politiques de Jósika comme libéraux et alignés sur ceux de l'écrivain Sándor Bölöni Farkas, défenseur de la démocratie britannique et américaine. Avec Wesselényi et d'autres, il forme un groupe à la Diète connu sous le nom de « Conservateurs modérés » et plus pittoresquement comme la « Ligue pro-britannique des aristocrates de Transylvanie ». Ils appellent à une réforme parlementaire pour renforcer la démocratie tout en préservant le rôle de la Couronne. En cela, ils s'opposent à la majorité pro-monarchique plus conservatrice et à l'opposition radicale dirigée par l'avocat, et plus tard régent-président de Hongrie, Lajos Kossuth.
En plus de la politique, Jósika se tourne vers l'écriture, produisant plus de 60 romans d'amour entre le début des années 1830 et 1854.  Son travail est reçu avec enthousiasme tant par les critiques que par le public. Son premier ouvrage, Abafi, est publié en 1836 et connaît un grand succès. Récit moral, il décrit un chevalier fictif au service du prince de Transylvanie Sigismond Ier Báthory. Les réalisations littéraires de Jósika lui valent une reconnaissance sociétale importante en Hongrie. Il est élu en 1836 membre de l'Académie hongroise des sciences et de la Société Kisfaludy, un important groupe littéraire dont il devient directeur en 1841 et vice-président en 1842. Ses activités politiques se poursuivent en parallèle. En 1847, il apparaît à la Diète Transylvanienne comme représentant du comitat de Szolnok où il défend sans succès une union formelle entre la Transylvanie et la Hongrie. Influencé par ses alliés politiques, il se convertit au protestantisme. Il obtient en 1847 un divorce d'avec sa femme Elizabeth qu'il n'avait pas vue depuis de nombreuses années puis se remarie avec la baronne Julia Podmaniczky, écrivain et membre d'une famille hongroise influente.
La révolution hongroise de 1848 donne le pouvoir à l'opposition radicale, y compris à son ennemi politique Lajos Kossuth. Jósika s'associe étroitement au nouveau gouvernement et en est récompensé par sa nomination à la Chambre haute hongroise restructurée et au Comité de la Défense Nationale. L'échec de la révolution force Jósika et son épouse à fuir en 1849 à Dresde. Ils déménagent à Bruxelles en 1850 où Jósika écrit à nouveau des romans d'amour sous un pseudonyme. Ils ne retourneront jamais en Hongrie. À la fin des années 1850, Miklós Jósika dirige un « bureau de presse » à Paris, organisé par Lajos Kossuth, qui en rendra compte dans ses écrits. Sa santé le pousse à retourner à Dresde en 1864. Il y décède le 27 février 1865. Son corps est enterré au cimetière Hajongard de Kolozsvár.

## Œuvres
- Irány (1835)
- Vázolatok (1835)
- Abafi (1836)
- Zólyomi (1836)
- Az utolsó Bátori (1837)
- A könnyelműek (1837)
- A csehek Magyarországban  (1839)
- Végnapok (1842)
- Zrínyi, a költő (1843)
- A két Barcsai (1844)
- Ifjabb Békesi Ferenc kalandjai (1845)
- Diamante (1846)
- Akarat és hajlam (1846)
- Une maison à deux étages à Budapest (1847)
- Istvan Jósika (1847)
- Une famille hongroise durant la révolution (1852)
- Eszther (1853)
- Les Sorcières de Szeged (1854)
- Pygmaleon ou une famille hongroise à Paris (1856)
- La blessure cachée (1857)
- Visszhangok (1859)
- François II Rákóczi
- Deux vies' (1862)
- Klára et Klári (1863)
- Sziklarózsa (1864)

## Galerie

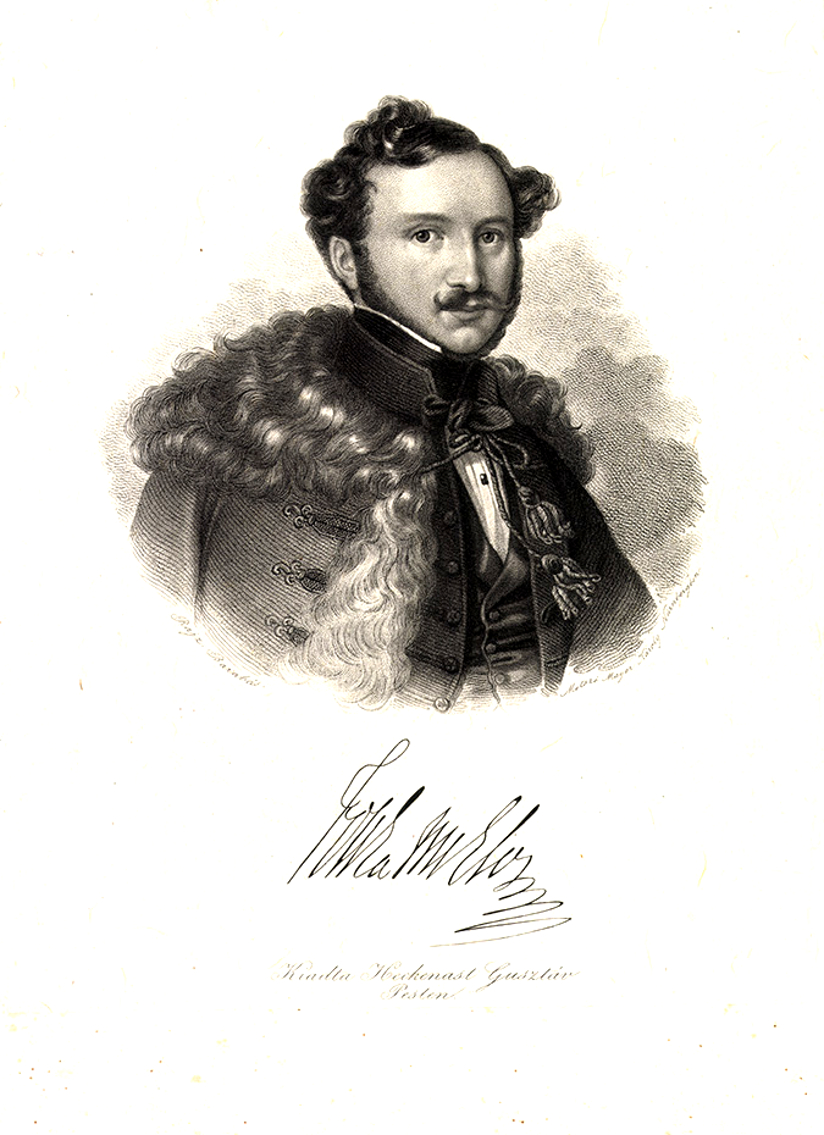
Gravure de Jósika, 1820
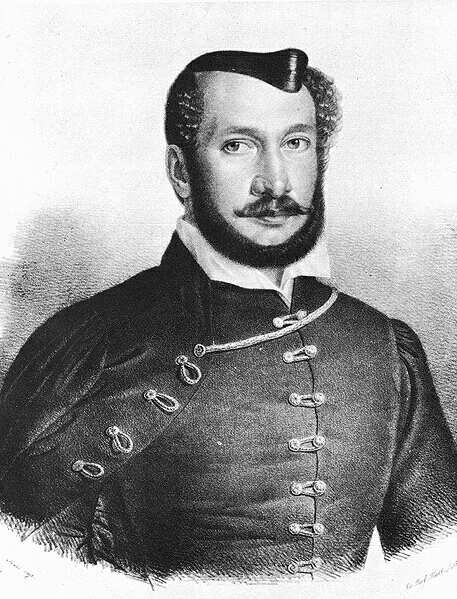
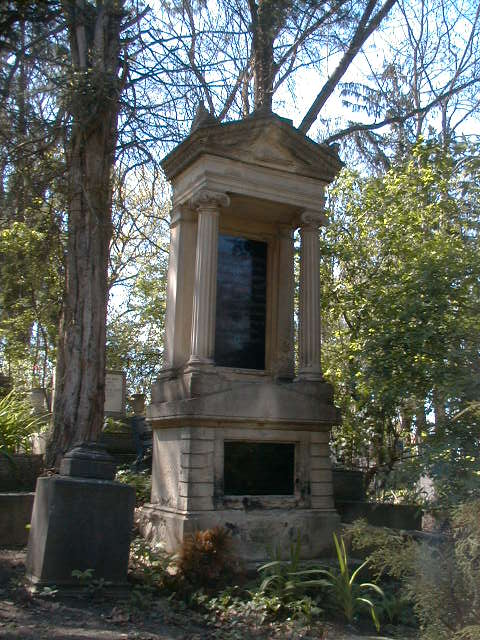
Tombeau de Jósika,  cimetière Hajongard